# 2034年3月20日日食
2034年3月20日日食是一次日全食，將發生於2034年3月20日。新月當天（即朔日），地球上觀測到月球和太阳的角距離極小，此時月球如果恰好在月球交點附近，穿過太阳和地球之間，與地球、太阳接近一直線，則會出現日食。月球本影接觸地表而使該區域完全得不到陽光，就會形成日全食，同時在本影兩側數千公里的半影範圍內遮擋部分陽光，形成日偏食。此次日全食將會經過貝寧的極小一角、奈及利亞、喀麥隆、乍得、蘇丹、埃及、沙特阿拉伯、科威特、伊朗、阿富汗、巴基斯坦、印度、中國，日偏食則將覆蓋巴西東部、非洲大部、歐洲中南部、亞洲中西部。
本次全食帶恰巧經過多個伊斯蘭國家，而當年的回曆新年正逢3月20–21日前後（依各國時區及實際觀測情況有所不同）。而日全食又正值春分日，在全食帶經過的伊朗、阿富汗及中國新疆等地又恰是波斯新年納吾肉孜節。伊斯蘭曆是純陰曆，每年比公曆短約11天，因此同一節日在每年出現的時間會依四季不斷輪迴。而伊朗曆是陽曆，其日期對應的公曆日期基本固定。二者的新年重合，是極罕見的情形。

## 日食概況

### 出現區域
本次日食開始時，月球本影將在巴西塞阿臘州海岸東北約310公里的大西洋面最先接觸地表，當地將在日出時最先看到日全食。然後本影將向東穿過大西洋，逐漸轉向東北方向，從幾內亞灣海岸登上非洲，斜貫非洲中北部並在乍得恩內迪區東恩內迪縣西南部達到最大食分。此後本影繼續向東北穿過紅海、阿拉伯半島北部、波斯灣西北部、伊朗、阿富汗、南亞北部後進入中國西部，逐漸再次變為向東移動，最終日落時分結束於青海省治多縣境內。全過程中，全食帶覆蓋了2個首都——乍得恩賈梅納和巴基斯坦伊斯蘭堡，此外奈及利亞最大城市、前首都拉哥斯也在全食帶中，全市除極西北郊以外都能看到日全食。
本次月球本影經過的陸地將依次包括：
- ：擦過濱海省東南角和韋梅省南端；
- 奈及利亞：拉各斯州除北端和極西北角外的絕大部分、奧貢州東南部、奧孫州南部、翁多州除南端外的絕大部分、三角州西北角和極北端、埃多州除南部外的大部、埃基蒂州東南部、科吉州除北部和南端外的大部、阿南布拉州極北端、埃努古州北端、納薩拉瓦州除西北部外的大部、聯邦首都特區極東南角、貝努埃州北部、卡杜納州極東南角、高原州中南部、塔拉巴州北部、包奇州東南部、貢貝州南半部、阿達馬瓦州北部、約貝州南端、博爾諾州南部；
- 喀麦隆：擦過北部區極西北角後自西南向東北斜貫極北區；
- ：經過東凱比河區西北角和沙里-巴吉爾米區西北部並覆蓋恩賈梅納後自西南向東北斜貫哈傑爾-拉密區，經過加扎勒河區東南部後斜貫巴塔區，經過瓦達伊區西北部和博爾庫區東南角，斜貫瓦迪菲拉區中西部和恩內迪區南部，其中最大食分位於恩內迪區東恩內迪縣西南部；
- 苏丹：斜貫北達爾富爾州中部偏北和北方州後經過紅海州東北角；
- 埃及：擦過新河谷省極東南角後經過阿斯旺省東南半部和紅海省南部；
- 沙烏地阿拉伯：經過塔布克省南部後自西南向東北斜貫麥地那省，經過哈伊勒省南部、蓋西姆省北部、利雅得省北部、北部邊疆省東南部後斜貫東部省北部；
- 科威特：傑赫拉省東南部、艾哈邁迪省除西北角外的絕大部分、費爾瓦尼耶省東南部、大穆巴拉克省除北部外的大部；
- 伊朗：自西南向東北斜貫布什爾省中部偏北和法爾斯省中部偏北，經過亞茲德省南部和東端，斜貫克爾曼省北部和南呼羅珊省中部偏南後擦過錫斯坦－俾路支斯坦省極西北角；
- 阿富汗：法拉省中南部、尼姆魯茲省北部、赫爾曼德省北部、古爾省極南端、坎大哈省北部、烏魯茲甘省、代孔迪省南部、扎布爾省北部、加茲尼省除北部和南端外的大部、帕克蒂卡省北部、瓦爾達克省南端、洛加爾省南部、帕克蒂亞省除北部外的大部、霍斯特省；
- 巴基斯坦：自西向東貫穿聯邦直轄部落地區和開伯爾-普赫圖赫瓦省後經過旁遮普省北部並覆蓋伊斯蘭堡首都區，此後貫穿自由克什米爾，擦過吉爾吉特-巴爾蒂斯坦南端；
- 印度：自西向東貫穿查謨和克什米爾中部偏北和拉達克；
- 中国：經過新疆維吾爾自治區阿克賽欽南部後自西向東貫穿西藏自治區北部，進入青海省西南部後離開地表。[3][4]

除了狹窄的全食帶內能看見日全食之外，月球半影覆蓋範圍內都將能看到日偏食，包括巴西東部，非洲除南部非洲中南部、赞比亚極南端、東非南部、特里斯坦-达库尼亚群島以外的大部，歐洲的南歐、西歐除不列顛群島和法國西北角外的大部、中歐、瑞典東南部、芬蘭東南部、東歐除俄羅斯歐洲部分北部外的絕大部分，亞洲的西亞、中亞、南亞除馬爾代夫南部外的絕大部分、中國西半部、蒙古中西部、中南半島中西部、蘇門答臘西北角、西伯利亞西半部。

此次日全食過程中月影在地表移動的動畫

### 基本參數
- 類型：日全食
- 食甚中心處（位於乍得恩內迪區東恩內迪縣西南部）資料：
  - 時間：2034年3月20日10:17:25.4
  - 地點：16°3.6′N 22°14.0′E / 16.0600°N 22.2333°E
  - 食分：1.0458（全食帶內最大）
  - 本影寬度：159.1公里
  - 日全食持續時間：4分9.3秒
- 全食最長處資料：
  - 時間：2034年3月20日10:18:22
  - 地點：16°14′N 22°31′E / 16.233°N 22.517°E
  - 本影寬度：159.0公里
  - 日全食持續時間：4分9.3秒（全食帶內最長）[6]

## 相關的日食

### 2033-2036年的日食
月球交替位於相對的月球交點時，以半個交點年（食年），即約177天又4小時間隔出現下列日食。
| 日食列表  |           |           |           |           |           |           |           |           |           |           |           |
| 1997-2000 | 2000-2003 | 2004-2007 | 2008-2011 | 2011-2014 | 2015-2018 | 2018-2021 | 2022-2025 | 2026-2029 | 2029-2032 | 2033-2036 | 2036-2039 |

| 降交點                                          | 降交點                   |          | 升交點                   | 升交點 |
| 沙羅周期                                        | 地圖                     | 沙羅周期 | 地圖                     |        |
| 120                                             | 2033年3月30日 全食       | 125      | 2033年9月23日 偏食（南） |        |
| 130                                             | 2034年3月20日 全食       | 136      | 2034年9月12日 環食       |        |
| 140                                             | 2035年3月9日 環食        | 145      | 2035年9月2日 全食        |        |
| 150                                             | 2036年2月27日 偏食（南） | 155      | 2036年8月21日 偏食（北） |        |
| 註：2036年7月23日的日偏食屬於下一組交點年系列。 |                          |          |                          |        |

### 沙羅周期
沙羅週期長度為18年11天。本次日食屬於沙羅週期130，共包含73次日食，依次為1096年8月20日至1457年3月25日的21次日偏食、1475年4月5日至2232年7月18日的43次日全食、2250年7月30日至2394年10月25日的9次日偏食，總共歷時1298.17年。其中最長的全食發生於1619年7月11日，共持續了6分41秒。
下表列舉了1901年至2100年間發生的屬於該周期的日食，是第46至56次：
| 46            | 47            | 48            |
| ------------- | ------------- | ------------- |
| 1908年1月3日  | 1926年1月14日 | 1944年1月25日 |
| 49            | 50            | 51            |
| 1962年2月5日  | 1980年2月16日 | 1998年2月26日 |
| 52            | 53            | 54            |
| 2016年3月9日  | 2034年3月20日 | 2052年3月30日 |
| 55            | 56            |               |
| 2070年4月11日 | 2088年4月21日 |               |

## 資料來源
1. ↑  樊忠玉. . 中国天文科普网.   [2018-02-07]. （原始内容存档于2014-09-17）.
2. 1 2  Fred Espenak. . NASA Eclipse Web Site.   [2018-02-07]. （原始内容存档于2020-10-21）.（英文）
3. ↑  Fred Espenak. . NASA Eclipse Web Site.   [2018-02-07]. （原始内容存档于2020-10-20）.（英文）
4. ↑  Xavier M. Jubier. .   [2018-02-07]. （原始内容存档于2018-02-07）.（法文）（英文）
5. ↑  Fred Espenak. . NASA Eclipse Web Site.   [2018-02-07]. （原始内容存档于2019-01-18）.（英文）
6. ↑  Fred Espenak. . NASA Eclipse Web Site.   [2018-02-07]. （原始内容存档于2020-10-23）.（英文）
7. ↑  Fred Espenak. . NASA Eclipse Web Site.（英文）

## 外部連結
- NASA日食專頁（页面存档备份，存于）（英文）
- 可見區域圖和時間統計：由弗雷德·埃斯佩纳克做出的日食預報，NASA/GSFC
  - Google互動地圖呈現的日食範圍
  - 貝塞爾元素
- Google地圖顯示的日全食和日偏食範圍（页面存档备份，存于）（法文）（英文）

| \| \| 日食 \|                             |                              |                                           |
| 上一次日食： 2033年9月23日日食 （日偏食） | 2034年3月20日日食 （日全食） | 下一次日食： 2034年9月12日日食 （日環食） |
| 上一次日全食： 2033年3月30日日食          | 2034年3月20日日食 （日全食） | 下一次日全食： 2035年9月2日日食           |
|                                           | 日食                         |                                           |